# Llista d'exposicions temporals del Museu Valencià d'Etnologia
Llista amb les Exposicions del Museu Valencià d'Etnologia de caràcter temporal.

## Exposicions temporals realitzades al Museu Valencià d'Etnologia (1983-1996)
| Any  | Títol                                | Inici            | Fi           |
| ---- | ------------------------------------ | ---------------- | ------------ |
| 1983 | Mostra de col·leccions etnogràfiques | 1983             |              |
| 1986 | El cicle del cereal, del gra al pa   | desembre de 1986 | juny de 1993 |
| 1996 | El cicle tèxtil, del fil al vestit   | març de 1996     |              |
| 1996 | El cicle vital, vida domèstica       | juliol de 1996   |              |

## Exposicions temporals realitzades al Museu Valencià d'Etnologia (1997-2002)
| Data                                       | Títol | Principal Museu/Col·lecció                                        | Producció |
| ------------------------------------------ | --- | ----------------------------------------------------------------- | --------- |
| Febrer de 1997                             | La huella del tiempo | Col·lecció Díaz Prosper                                           | Pròpia    |
| Octubre de 1997                            | Boomerang Echos of Australia                                                                                             | South Australian Museum, Adelaida                                 |           |
| Maig de 1998                               | El món escolar | Col·lecció León Esteban                                           | Pròpia    |
| Maig de 1998                               | Pumby, la fantasia infinita                                                                                              | Col·lecció Josep Sanchis Grau                                     | Pròpia    |
| Maig de 1998                               | Els Tsars i els pobles                                                                                                   | Museu Etnogràfic de Sant Petersburg                               |           |
| Octubre de 1998                            | Valencians del 98 | Museu d'Història Militar de València i Museu Valencià d'Etnologia | Pròpia    |
| Febrer de 1999                             | El Rif, l'altre occident                                                                                                 | Museu Etnològic de Barcelona                                      |           |
| Març de 1999                               | Regino Mas | Gremi d'Artesans i Artistes Fallers                               |           |
| Maig de 1999                               | Les mil cares de Déu | Museu d'Història de les Religions de Sant Petersburg              | Pròpia    |
| Gener de 2000                              | El Cid. Mite i realitat                                                                                                  | Ajuntament de Burgos                                              | Pròpia    |
| Juny de 2000                               | Ali Bei, un pelegrí per terres de l'islam                                                                                | Museu Etnològic de Barcelona                                      |           |
| Juny de 2000                               | La campaña de África, un encuadre aéreo                                                                                  | Museu d'Història Militar de València i Museu Valencià d'Etnologia | Pròpia    |
| Novembre de 2000                           | El tall de la cultura | Museu de Prehistòria de València i Museu Valencià d'Etnologia     | Pròpia    |
| Febrer de 2001                             | Les tribus de Papua, prehistòria viva                                                                                    | Col·lecció Antonio Saura                                          |           |
| Maig de 2001                               | Els taulells de la Casa dels Huerta                                                                                      | Museu de la Ceràmica de Manises                                   | Pròpia    |
| Maig de 2001                               | Imatges d'interior, fotografia australiana de frontera                                                                   | South Australian Museum, Adelaida                                 |           |
| 6 de Juny de 2001 2 de Setembre de 2001    | El món de la cistelleria: un llenguatge universal                                                                        | Museu Etnològic de Barcelona                                      |           |
| Juliol de 2001                             | La pintura popular congoleña. Moké i Chéri Samba                                                                         | Col·lecció Antonio Lanzas                                         | Pròpia    |
| Novembre de 2001                           | El granerer | Museu Comarcal de l'Horta Sud                                     | Pròpia    |
| Octubre de 2001                            | Cacíos pa beber | Muséu del Pueblu d'Asturies                                       | Pròpia    |
| 19 de Desembre de 2001 28 d'Abril de 2002  | La cara dels altres | Col·lecció Joan Francesc Mira                                     | Pròpia    |
| 12 de Desembre de 2001 19 de Gener de 2002 | La Llum de l'Orient, icones dels Carpats de Polònia dels segles XV-XIX. Icones del segle XX a l'art de Jerzy Nowosielski | Institut Adam Mickiewick de Varsòvia                              |           |
| Gener de 2002                              | Arts aplicades poloneses                                                                                                 | Ambaixada de Polònia en Madrid                                    |           |
| 21 de Febrer de 2002 28 d'Abril de 2002    | El ciclo festivo judío                                                                                                   | Museo Sefardí de Toledo                                           | Pròpia    |
| Juny de 2002                               | Éxodes | Col·lecció Sebastião Salgado                                      |           |
| Setembre de 2002                           | Museu Valencià de la Festa d'Algemesí                                                                                    | Museu Valencià de la Festa d'Algemesí                             | Pròpia    |
| Octubre de 2002                            | La terra vista des del cel                                                                                               | Col·lecció Arthus-Bertrand                                        |           |
| 18 de Desembre de 2002 5 de gener de 2003  | Memoria gráfica de la emigración española                                                                                | Ministeri de treball i afers socials                              |           |

## Exposicions temporals realitzades al Museu Valencià d'Etnologia (2004-2007)
| Data                                     | Títol                                              | Producció |
| ---------------------------------------- | -------------------------------------------------- | --------- |
| Octubre de 2003                          | Tunísia, terra de cultures                         |           |
| Juny de 2004                             | Alfonso. 50 anys d'història d'Espanya              |           |
| Juliol de 2004                           | Luís Escobar, fotògraf d'un poble                  |           |
| Setembre de 2004                         | L'exili dels xiquets                               |           |
| Desembre de 2004                         | L'altra Ibèria, etnografia del Caucas.             |           |
| Maig de 2005                             | Edgard S. Curtis i els indis d'Amèrica del Nord.   |           |
| Novembre de 2005                         | Méjico. Juan Rulfo.                                |           |
| Novembre de 2005                         | Espanya, festes i rituals. Cristina García Rodero. |           |
| Maig de 2006                             | Passen i vegen!.                                   | Pròpia    |
| Novembre de 2006                         | Univers mestís.                                    |           |
| Febrer de 2007                           | El mundo hoy. Nosotros. Eduardo Rubio.             |           |
| Abril de 2007                            | La Vela llatina, barques i veles a l'albufera.     | Pròpia    |
| Novembre de 2007                         | Guerra en la ciutat, 1936-1939.                    | Pròpia    |
| 14 de Desembre de 2007 6 d'Abril de 2008 | Pobles abandonats, pobles en la memòria            |           |

## Exposicions temporals realitzades al Museu Valencià d'Etnologia (2008 - 2018)
| Any  | Títol                                                                                               | Inici                  | Fi                     | Imatge |
| ---- | --------------------------------------------------------------------------------------------------- | ---------------------- | ---------------------- | ------ |
| 2008 | Vidas Minadas. 10 Años, de Gervasio Sánchez                                                         | 23 d'abril             | 8 de juny              |        |
| 2008 | Joan Colom. Fotografies de Barcelona (1958-1964)                                                    | 19 de juny             | 26 d'octubre           |        |
| 2008 | Dones: tipus i estereotips. Fotografies de José Ortiz Echagüe                                       | 29 d'abril             | 30 d'agost             |        |
| 2008 | València en blanc i negre. Una ciutat viscuda                                                       | 24 de setembre de 2008 | 18 de gener de 2009    |        |
| 2008 | Mbni. Cazadores de imágenes en la Guinea colonial.                                                  | 13 de novembre de 2008 | 19 d'abril de 2009     |        |
| 2009 | Na Jordana. 125 anys de falles a València.                                                          | 6 de març              | 12 d'abril             |        |
| 2009 | Dones: tipus i estereotips. Fotografies de José Ortiz Echagüe                                       | 29 d'abril             | 30 d'agost             |        |
| 2009 | Mora Carbonell. L'encant discret.                                                                   | 17 de juny             | 1 de novembre          |        |
| 2009 | Guinea Equatorial en el segle XXI. Una aproximació etnogràfica. Fotografies de Machyta Oko Giebels. | 23 de setembre         | 29 de novembre         |        |
| 2009 | Àfrica a diari. Fotografies de Manuel Bañó Hernández.                                               | 23 de setembre         | 29 de novembre         |        |
| 2009 | Sunnugal en Àfrica.                                                                                 | 10 de novembre         | 27 de novembre         |        |
| 2010 | La Setmana Santa Marinera de València. Creences vora la mar.                                        | 20 de gener            | 2 de maig              |        |
| 2010 | María Lionza. Fotografies de Cristina García Rodero.                                                | 30 de setembre         | 19 de desembre         |        |
| 2011 | Gitanos d'Hongria. De l'home exòtic al ciutadà.                                                     | 9 de febrer            | 26 de juny             |        |
| 2012 | La Gran Ruta de la Seda. Caucas i Àsia central.                                                     | 14 de desembre de 2011 | 13 de maig de 2012     |        |
| 2012 | Falles en 3D. Fotografies de Miquel Montserrat Antolí.                                              | 28 de febrer           | 19 de març             |        |
| 2012 | Albinisme. Una condició genètica, dues realitats: Espanya-Senegal.                                  | 24 de març             | 1 d'abril              |        |
| 2012 | Pedro Hernández. València-Marsella.                                                                 | 6 de juny              | 28 d'octubre           |        |
| 2012 | Arriben bandes. Les societats musicals valencianes.                                                 | 22 de novembre de 2012 | 30 de juny de 2013     |        |
| 2013 | Desapareguts. Fotografies de Gervasio Sánchez.                                                      | 25 de juny             | 13 d'octubre           |        |
| 2013 | València en blanc i negre II.                                                                       | 9 de maig              | 29 de setembre         |        |
| 2013 | Objecte de desig.                                                                                   | 30 de maig             | 15 de setembre         |        |
| 2013 | Més de 100 anys d'Escoles Oficials d'Idiomes.                                                       | 3 d'octubre            | 3 de novembre          |        |
| 2013 | Faixa roja, faixa blava. La Pilota Valenciana.                                                      | 7 de ovembre de 2013   | 23 de març de 2014     |        |
| 2014 | Hereros. Pastors ancestrals d'Angola. Fotografies de Sérgio Guerra.                                 | 13 de març             | 11 de maig             |        |
| 2014 | Himàlaia. Visions de l'alteritat a les col·leccions del MEN.                                        | 12 de juny             | 9 de novembre          |        |
| 2014 | Almas. Fotografies d'Óscar Catalán.                                                                 | 12 de juny             | 9 de novembre          |        |
| 2014 | El món en un Betlem. Col·lecció família Juan Manuel Gisbert Blanquer.                               | 17 de desembre de 2014 | 5 de gener de 2015     |        |
| 2015 | Barres i estels. Els valencians i els USA.                                                          | 17 de desembre de 2014 | 6 de setembre de 2015  |        |
| 2015 | Blanquinegre. El València CF en els arxius de l'Agència EFE.                                        | 11 de març             | 14 de juny             |        |
| 2015 | Foc i festa. Fotografies de David Cantillo Orozco.                                                  | 20 de juliol           |                        |        |
| 2015 | Crònica de la Gran Guerra. L'Arxiu de Tànger.                                                       | 28 d'octubre de 2015   | 28 de febrer de 2016   |        |
| 2015 | Dr. Carsi, supose?.                                                                                 | 25 de novembre de 2015 | 10 d'abril de 2016     |        |
| 2016 | Arribes o te’n vas? Emigració valenciana a Europa (1950-1970).                                      | 10 de març             | 31 de juliol           |        |
| 2016 | Fronteres d'Europa.                                                                                 | 10 de març             | 8 de maig              |        |
| 2016 | Uruguai en guaraní. Presència indígena missionera.                                                  | 28 d'abril             | 26 de juny             |        |
| 2016 | Gervasio Sánchez. Antologia.                                                                        | 8 de juny              | 9 d'octubre            |        |
| 2016 | Inventant la tradició: indumentària i identitat.                                                    | 23 de novembre de 2016 | 30 d'abril de 2017     |        |
| 2016 | Joan Francesc Mira. L'ofici de pensar                                                               | 15 de desembre de 2016 | 9 d'abril de 2017      |        |
| 2017 | Joan Pellicer. La saviesa de les nostres plantes.                                                   | 10 de maig             | 17 de setembre         |        |
| 2017 | El país que va fascinar Jean Dieuzaide.                                                             | 14 de juny             | 10 de setembre         |        |
| 2017 | Imatges de mort.                                                                                    | 20 de desembre de 2017 | 3 de juny de 2018      |        |
| 2018 | València en blanc i negre III. El Cabanyal 1900-1991. Fotografies de la familia Vidal.              | 22 de febrer de 2018   | 27 de maig de 2018     |        |
| 2018 | Beyond Hollywood. Identitats Indígenes Nord-Americanes.                                             | 28 de juny del 2018    | 2 de desembre del 2018 |        |
| 2018 | Prietas las filas. Vida quotidiana i franquisme.                                                    | 19 de setembre de 2018 | 6 de gener de 2019     |        |

## Exposicions temporals realitzades al Museu Valencià d'Etnologia (2019 -)
| Any  | Títol                                                        | Inici                  | Fi                     | Imatge |
| ---- | ------------------------------------------------------------ | ---------------------- | ---------------------- | ------ |
| 2019 | La República de les falles. 1932-1936.                       | 28 de febrer de 2019   | 31 de març de 2019     |        |
| 2019 | Jarque : la càmera i la vida.                                | 5 de juny de 2019      | 29 de setembre de 2019 |        |
| 2019 | Vestir la por : per Tots Sants, monstres valencians          | 17 d'octubre de 2019   | 5 de gener de 2020     |        |
| 2020 | La tradición desvelada. Indumentaria tradicional de Alcublas | 12 de març de 2020     | 8 de novembre de 2020  |        |
| 2020 | Faltar o morir : un recorregut sobre l'absència              | 28 d'octubre de 2020   | 29 d'agost de 2021     |        |
| 2021 | Muixerangues al cel                                          | 24 de març de 2021     | 26 de setembre de 2021 |        |
| 2021 | Univers d'imatges. Col·leccions fotogràfiques de L'ETNO      | 27 d'octubre de 2021   | 20 de febrer de 2022   |        |
| 2021 | El temps està destarifat                                     | 9 de novembre de 2021  | 13 de març de 2022     |        |
| 2022 | Tresors amb història                                         | 24 de març de 2022     | 22 de maig de 2022     |        |
| 2022 | Espill de festa. El Corpus                                   | 14 de juliol de 2022   | 13 de novembre de 2022 |        |
| 2022 | De granotes, gats i palmeres. Els orígens del Levante U.D.   | 22 de desembre de 2022 | 30 de juny de 2023     |        |
| 2023 | 2238 Paterna. Lloc de perpetració i memòria.                 | 5 de juliol de 2023    | abril de 2024          |        |
| 2023 | Abans del jardí                                              | 11 de maig de 2023     |                        |        |
| 2023 | Tresors amb història II                                      | 19 de desembre de 2023 | 7 d'abril de 2024      |        |
| 2024 | Sostenibilitat. Museus km 0.                                 | 29 de maig de 2024     | 22 de setembre de 2024 |        |
| 2024 | Vides minades, 25 anys                                       | 8 d'octubre de 2024    | 16 de febrer de 2025   |        |
| 2024 | Fadrines                                                     | 16 d'octubre de 2024   |                        |        |